# Diagrammes (revue d'échecs)
Pour les articles homonymes, voir Diagrammes.
Diagrammes est une revue française dédiée aux problèmes d'échecs éditée par l'association Échecs et Compositions.
La revue Diagrammes a été créée en 1973 et cesse de paraître en 2013.